# José Quer y Martínez
José Quer y Martínez (Perpiñán, Francia, 26 de enero de 1695 - Madrid, España, 19 de marzo de 1764), médico y botánico español.

## Biografía
Quer cursó estudios de medicina y Cirugía en su ciudad natal, Perpiñán, donde nació en 1695, interesándose especialmente por la Botánica. Llegó a ser cirujano e ingresó después en el ejército. Como cirujano militar viajó extensamente por España, Francia, Italia y el norte de África (tomó parte en la operación de captura de Orán), preparó un gran herbario y recogió multitud de semillas y plantas vivas, con las que estableció un primitivo jardín botánico en Madrid. Con él contó Fernando VI para la fundación del Real Jardín Botánico de Madrid en 1755, trasladando el primitivo jardín de Aranjuez, fundado por Felipe II, a un emplazamiento en el soto de Migas Calientes, del que fue nombrado Primer Catedrático (con Juan Minuart como Segundo Catedrático) y donde empezó la enseñanza de la Botánica.
En 1762 emprendió la publicación de su «Flora española o historia de las plantas que se crían en España», con criterios tournefortianos (lo que le llevó a enfrentarse a Carlos Linneo), de la que sólo alcanzó a publicar cuatro volúmenes y que quedó inconclusa a su muerte y terminada por Casimiro Gómez Ortega, uno de sus sucesores y responsable del traslado del Real Jardín desde Migas Calientes a su actual localización junto al Museo del Prado de Madrid. Publicó también dos disertaciones, una sobre la «Uva ursi o Gayuba» (1763) y la otra sobre la «Cicuta» (1764).
- La abreviatura «Quer» se emplea para indicar a José Quer y Martínez como autoridad en la descripción y clasificación científica de los vegetales.[1]

## Enlaces de referencia
- Josep Quer i Martínez | Galería de Metges Catalans En catalán
- «José Quer y Martínez». Índice Internacional de Nombres de las Plantas (IPNI). Real Jardín Botánico de Kew, Herbario de la Universidad de Harvard y Herbario nacional Australiano (eds.).

- El contenido de este artículo incorpora material de una entrada de la Enciclopedia Libre Universal, publicada en español bajo la licencia Creative Commons Compartir-Igual 3.0.